# Yevguenia Dobrovólskaya
Yevguenia Vladímirovna Dobrovólskaya (en ruso: Евгения Владимировна Добровольская) (Moscú, 26 de diciembre de 1964-10 de enero de 2025) fue una actriz rusa.

## Biografía

### Carrera
Nació el 26 de diciembre de 1964 en Moscú, URSS. Sus padres fueron Vladímir Dobrovolski y Galina Dobrovólskaya.
Hizo su debut cinematográfico en la película "The Canary Cage", dirigida por Pavel Chukhrai, estrenada en 1983. En total, protagonizó más de cien películas y series de televisión.
En 1987 se graduó en GITIS (curso de Lyudmila Kasatkina y Sergei Kolosov ) y fue admitida en el Teatro de Arte de Moscú que lleva el nombre de M. Gorky.
En 1988-1989 fue actriz del Estudio de Teatro de Moscú bajo la dirección de Oleg Tabakov. En 1989-1991, actriz del estudio de teatro "Sovremennik-2" (creado sobre la base de la promoción de la Escuela de Teatro de Arte de Moscú bajo la dirección de Mikhail Efremov ).
Desde 1991 hasta el final de su vida, actriz del Teatro de Arte de Moscú que lleva el nombre de A.P. Chejo.
En 2013 apareció en la miniserie Pyotr Leshchenko. Vsyo, chto bylo... donde dio vida a Mariya Burenina. 

## Vida personal
En 1983 se casó con el actor ruso Viacheslav Baránov, la pareja tuvo un hijo, Stepán Baránov en 1986 pero en ese mismo año se divorciaron.
En 1989 se casó con el actor ruso Mijaíl Yefrémov, con quien tuvo un hijo en 1991, el también actor Nikolái Yefrémov. Luego, se divorciaron en 1997.
En 2001 comenzó una relación con el actor ruso Yaroslav Boyko. La pareja tuvo un hijo, Yan Dobrovolskiy, en el 2002. Ese mismo año se separaron.
En enero del 2009 se casó con el cinematógrafo Dmitry Manannikov, la pareja le dio la bienvenida a su primera hija Anastasia Manannikova en el 2009.

## Fallecimiento
Murió el 10 de enero de 2025 a la edad de 60 años tras una larga enfermedad. La causa preliminar de la muerte de la actriz fue una insuficiencia cardíaca aguda debido a un cáncer no especificado.
La despedida tendrá lugar el 14 de enero en el escenario principal del Teatro de Arte de Moscú que lleva el nombre de A.P. Chéjov. Será enterrada en el cementerio Troekurovskoye.

## Filmografía

### Películas
| Año  | Título | Personaje | Notas                                                       |
| ---- | ------ | --------- | ----------------------------------------------------------- |
| 2014 | Na dne | Vasilisa  | junto a Mijaíl Yefrémov, Boris Kamorzin y Agniya Kuznetsova |

### Series de televisión
| Año  | Serie                                | Personaje       | Notas     |
| ---- | ------------------------------------ | --------------- | --------- |
| 2013 | Pyotr Leshchenko. Vsyo, chto bylo... | Mariya Burenina | miniserie |